# If I Had My Way
If I Had My Way – muzyczny film komediowy z 1940 roku w reżyserii Davida Butlera. W rolach głównych występują: Bing Crosby i Gloria Jean.
W filmie występują również: Claire Dodd, Donald Woods, Kathryn Adams i Verna Felton.